# مونو (نرم‌افزار)
مونو (به انگلیسی: Mono) یک نرم‌افزار آزاد و متن‌باز برای ایجاد چارچوب (Framework) نرم‌افزاری سازگار با استاندارد ECMA است. این برنامه در ابتدا توسط Ximian ایجاد شده و بعدها به ناول فروخته شد و در حال حاضر شرکتی به نام زامارین که یک شرکت تابع شرکت مایکروسافت است توسعهٔ آن را بر عهده دارد. هدف این پروژه، امکان اجرای برنامه‌های دات‌نت در پلتفرم‌های مختلف و ایجاد ابزارهای برنامه‌سازی بهتر برای توسعه‌دهندگان لینوکس است. هم‌اکنون مانو توانایی اجرا روی اکثر توزیع‌های لینوکس، مک‌اواس، بی‌اس‌دی، ویندوز، سولاریس (سیستم‌عامل) و اندروید و حتی برخی از کنسول‌های بازی مانند پلی استیشن ۳، ایکس باکس ۳۶۰ و وی را دارد.